# Régiments français de cavalerie
L'armée française comporte plusieurs régiments de cavalerie existants depuis l'Ancien Régime : 
- dans l'Armée de Terre, tous les régiments relevant de l’arme cavalerie, qui est actuellement l’arme blindée-cavalerie (communément[réf. nécessaire] appelée ABC) ;
- dans la Gendarmerie Nationale, le régiment de cavalerie de la Garde Républicaine, qui constitue la dernière unité montée de l'armée française (et donc le dernier régiment de cavalerie au sens originel du terme).

## Historique

### 1776
En 1776 il y avait :
- 1 régiment de carabiniers
- 23 régiments de cavalerie
- 24 régiments de dragons
- 4 régiments de hussards

### 1787
En 1787 il y avait :
- 2 régiments de carabiniers
- 24 régiments de grosse cavalerie
- 18 régiments de dragons
- 6 régiments de chasseurs à cheval
- 6 régiments de hussards

### 1791
En 1791 les corps de cavalerie furent réorganisés et il y avait :
- 2 régiments de carabiniers
- 27 régiments de grosse cavalerie également appelés cavalerie de bataille
- 15 régiments de dragons
- 22 régiments de chasseurs à cheval
- 12 régiments de hussards

### 1814
L'ordonnance du Roi sur l'organisation de la cavalerie française en date du 12 mai 1814 indique :
Article 1
Il y aura 56 régiments de cavalerie, savoir :
- 2 régiments de carabiniers
- 12 régiments de cuirassiers
- 15 régiments de dragons
- 6 régiments de lanciers
- 15 régiments de chasseurs à cheval
- 6 régiments de hussards

Chaque régiment sera de 4 escadrons et chaque escadron sera composé de 2 compagnies.
Article 5
Les 1er et 2e régiments de carabiniers formeront une brigade et prendront la dénomination de corps de carabiniers de Monsieur.
Article 6
Les 12 régiments de cuirassiers prendront les douze premiers numéros.

- Le 1er régiment de cuirassiers prendra la dénomination de régiment du Roi
- Le 2e régiment de cuirassiers prendra la dénomination de régiment de la Reine
- Le 3e régiment de cuirassiers prendra la dénomination de régiment du Dauphin
- Le 4e régiment de cuirassiers prendra la dénomination de régiment d’Angoulême
- Le 5e régiment de cuirassiers prendra la dénomination de régiment de Berry

Il sera donné plus tard des noms aux autres régiments de cuirassiers. 

Le régiment de cuirassiers créé par l'arrêté du 23 avril dernier sera amalgamé avec le régiment du Roi.
  
Les 13e et 14e régiments de cuirassiers seront distribués entre les douze régiments conservés.
Article 7
Les 15 régiments de dragons prendront les quinze premiers numéros.

- Le 2e régiment de dragons prendra le N°1 et la dénomination de régiment du Roi
- Le 4e régiment de dragons prendra le N°2 et la dénomination de régiment de la Reine
- Le 5e régiment de dragons prendra le N°3 et la dénomination de régiment du Dauphin
- Le 6e régiment de dragons prendra le N°4 et la dénomination de régiment de Monsieur
- Le 7e régiment de dragons prendra le N°5 et la dénomination de régiment d’Angoulême
- Le 11e régiment de dragons prendra le N°6 et la dénomination de régiment de Berry
- Le 12e régiment de dragons prendra le N°7 et la dénomination de régiment d'Orléans
- Le 13e régiment de dragons prendra le N°8 et la dénomination de régiment de Condé

Il sera donné plus tard des noms aux autres régiments.
- Le 14e régiment de dragons prendra le N°9
- Le 15e régiment de dragons prendra le N°10
- Le 16e régiment de dragons prendra le N°11
- Le 17e régiment de dragons prendra le N°12
- Le 18e régiment de dragons prendra le N°13
- Le 19e régiment de dragons prendra le N°14
- Le 20e régiment de dragons prendra le N°15

Le régiment de dragons créé par l'arrêté du 23 avril dernier sera amalgamé avec le régiment de dragons du Roi.
Les 21e, 22e, 23e, 24e, 25e, 26e, 27e, 28e, 29e et 30e régiments de dragons seront distribués entre les quinze régiments conservés.
Article 8
Les 6 régiments de lanciers prendront les six premiers numéros.

- Le 1er régiment de lanciers prendra la dénomination de régiment du Roi
- Le 2e régiment de lanciers prendra la dénomination de régiment de la Reine
- Le 3e régiment de lanciers prendra la dénomination de régiment du Dauphin
- Le 4e régiment de lanciers prendra la dénomination de régiment de Monsieur
- Le 5e régiment de lanciers prendra la dénomination de régiment d'Angoulême
- Le 6e régiment de lanciers prendra la dénomination de régiment de Berry

Le 9e régiment de lanciers sera distribué entre les six régiments conservés.
Article 9
Les 15 régiments de chasseurs à cheval prendront les quinze premiers numéros.

- Le 1er régiment de chasseurs à cheval prendra la dénomination de régiment du Roi
- Le 2e régiment de chasseurs à cheval prendra la dénomination de régiment de la Reine
- Le 3e régiment de chasseurs à cheval prendra la dénomination de régiment du Dauphin
- Le 4e régiment de chasseurs à cheval prendra la dénomination de régiment de Monsieur
- Le 5e régiment de chasseurs à cheval prendra la dénomination de régiment d’Angoulême
- Le 6e régiment de chasseurs à cheval prendra la dénomination de régiment de Berry
- Le 7e régiment de chasseurs à cheval prendra la dénomination de régiment d'Orléans
- Le 8e régiment de chasseurs à cheval prendra la dénomination de régiment de Bourbon

Il sera donné plus tard des noms aux autres régiments.
- Le 9e régiment de chasseurs à cheval
- Le 10e régiment de chasseurs à cheval
- Le 11e régiment de chasseurs à cheval
- Le 12e régiment de chasseurs à cheval
- Le 13e régiment de chasseurs à cheval
- Le 14e régiment de chasseurs à cheval
- Le 15e régiment de chasseurs à cheval

Le régiment de chasseurs à cheval créé par l'arrêté du 23 avril dernier sera amalgamé avec le régiment de chasseurs du Roi.
  
Les 16e, 19e, 20e, 21e, 22e, 23e, 24e, 25e, 26e, 27e, 28e, 29e et 31e régiments de chasseurs à cheval seront distribués entre les quinze régiments conservés.
Article 10
Les 6 régiments de hussards prendront les six premiers numéros.

- Le 1er régiment de hussards prendra la dénomination de régiment du Roi
- Le 2e régiment de hussards prendra la dénomination de régiment de la Reine
- Le 3e régiment de hussards prendra la dénomination de régiment du Dauphin
- Le 4e régiment de hussards prendra la dénomination de régiment de Monsieur
- Le 5e régiment de hussards prendra la dénomination de régiment d'Angoulême
- Le 6e régiment de hussards prendra la dénomination de régiment de Berry

Le régiment de hussards créé par l'arrêté du 23 avril dernier sera amalgamé avec le régiment de chasseurs du Roi.
Les 7e, 8e, 9e, 10e, 11e, 12e, 13e et 14e régiments de hussards seront distribués entre les quinze régiments conservés.
Article 11
Éclaireurs
Le 1er régiment d'éclaireurs administré par le régiment de grenadiers à cheval, le 2e régiment d'éclaireurs administré par le régiment de dragons de la Garde, l'escadron d'éclaireurs de la jeune Garde attaché au régiment de grenadiers à cheval et celui attaché au régiment de dragons de la garde, les 4 escadrons d'éclaireurs attachés aux chasseurs à cheval et les 5 escadrons d'éclaireurs attachés au 2e régiment de lanciers de la garde seront distribués dans les 56 régiments de cavalerie.

## Liste

### Garde républicaine
- Régiment de cavalerie de la Garde républicaine

### Automitrailleuses
Créés en 1939 et dissous en 1940
- 1er régiment d'automitrailleuses
- 2e régiment d'automitrailleuses
- 3e régiment d'automitrailleuses
- 4e régiment d'automitrailleuses
- 5e régiment d'automitrailleuses

### Carabiniers
- 1er régiment de carabiniers
- 2e régiment de carabiniers

### Chars de combat
Ces régiments ont des traditions distinctes de la cavalerie, dépendant de l'infanterie jusqu'à la création de l'Arme blindée et cavalerie en 1942.
- 501e-503e RCC
- 501e RCC
- 502e RCC
- 503e RCC
- 504e RCC
- 505e RCC
- 506e RCC
- 507e RCC
- 508e RCC
- 509e RCC
- 510e RCC
- 511e RCC
- 512e RCC
- 513e RCC
- 514e RCC
- 515e RCC
- 516e RCC
- 517e RCC
- 518e RCC
- 519e RCC
- 520e RCC
- 521e RCC
- 522e RCC
- 551e RCC

#### En 1939
En 1939, la situation est la suivante : 12 régiments (501e à 512e RCC) sur le territoire métropolitain et 7 bataillons en Afrique du Nord et au Levant
En août 1939, les régiments sont dissous. Les bataillons sont à nouveau indépendants et regroupés dans les Armées ou plus tard inclus dans des divisions cuirassées de réserve générale (DCR ou DCu). Les numéros de 501 à 512 sont alors données à des unités de commandement appelées groupes de bataillons de chars de combat ou GBCC (parfois GBC). Ces QG commandent en fait de 1 à 4 BCC. Les GBCC n°513 à 523 sont créés.

### Chasseurs à cheval
- 1er régiment de chasseurs à cheval (Conti-Cavalerie)
- 2e régiment de chasseurs à cheval
- 3e régiment de chasseurs à cheval
- 4e régiment de chasseurs à cheval
- 5e régiment de chasseurs à cheval
- 6e régiment de chasseurs à cheval
- 7e régiment de chasseurs à cheval
- 8e régiment de chasseurs à cheval
- 9e régiment de chasseurs à cheval
- 10e régiment de chasseurs à cheval
- 11e régiment de chasseurs à cheval
- 12e régiment de chasseurs à cheval
- 13e régiment de chasseurs à cheval
- 13ebis régiment de chasseurs à cheval (doublon temporaire du précédent, en 1794)
- 14e régiment de chasseurs à cheval (porta quelques mois le numéro 13 en concurrence avec le précédent)
- 15e régiment de chasseurs à cheval
- 16e régiment de chasseurs à cheval
- 17e régiment de chasseurs à cheval
- 18e régiment de chasseurs à cheval
- 19e régiment de chasseurs à cheval
- 20e régiment de chasseurs à cheval
- 21e régiment de chasseurs à cheval
- 22e régiment de chasseurs à cheval
- 23e régiment de chasseurs à cheval
- 24e régiment de chasseurs à cheval
- 25e régiment de chasseurs à cheval
- 26e régiment de chasseurs à cheval
- 27e régiment de chasseurs à cheval (« chevau-légers belges » levés en 1808 par le duc Prosper-Louis d'Arenberg)
- 28e régiment de chasseurs à cheval
- 29e régiment de chasseurs à cheval
- 30e régiment de chasseurs à cheval
- 31e régiment de chasseurs à cheval

- 1er-2e régiment de chasseurs à Thierville-sur-Meuse (55)

### Chasseurs d'Afrique
- 1er régiment de chasseurs d'Afrique
- 2e régiment de chasseurs d'Afrique
- 3e régiment de chasseurs d'Afrique
- 4e régiment de chasseurs d'Afrique
- 5e régiment de chasseurs d'Afrique
- 6e régiment de chasseurs d'Afrique
- 7e régiment de chasseurs d'Afrique
- 8e régiment de chasseurs d'Afrique
- 9e régiment de chasseurs d'Afrique
- 10e groupe autonome des chasseurs d'Afrique
- 11e régiment de chasseurs d'Afrique
- 12e régiment de chasseurs d'Afrique

### Chevau-légerslanciers
- 1er régiment de chevau-légers lanciers polonais de la Garde impériale créé le 2 mars 1807.
- 2e régiment de chevau-légers lanciers de la Garde impériale créé en 1810 à partir des hussards de la Garde hollandaise.
- 1er régiment de chevau-légers lanciers (créé par décret du 18 juin 1811, à partir du 1er régiment de dragons).
- 2e régiment de chevau-légers lanciers (créé par décret du 18 juin 1811, à partir du 3e régiment de dragons).
- 3e régiment de chevau-légers lanciers (créé par décret du 18 juin 1811, à partir du 8e régiment de dragons).
- 4e régiment de chevau-légers lanciers (créé par décret du 18 juin 1811, à partir du 9e régiment de dragons).
- 5e régiment de chevau-légers lanciers (créé par décret du 18 juin 1811, à partir du 10e régiment de dragons).
- 6e régiment de chevau-légers lanciers (créé par décret du 18 juin 1811, à partir du 29e régiment de dragons).
- 7e régiment de chevau-légers lanciers (créé par décret du 18 juin 1811, à partir du 1er régiment de lanciers de la Vistule).
- 8e régiment de chevau-légers lanciers (créé par décret du 18 juin 1811, à partir du 2e régiment de lanciers de la Vistule).
- 9e régiment de chevau-légers lanciers (créé par décret du 18 juin 1811, à partir du 30e régiment de chasseurs à cheval).

### Cuirassiers
En 1791, lors de la numérotation des régiments de cavalerie lourde ils prendront la dénomination de Régiment de Cavalerie. En 1803, ils seront renommés régiment de cuirassiers et seront au nombre de 12 les suivants devenant des Régiments de Dragons.
- 1er régiment de cuirassiers, ancien 1er régiment de cavalerie et régiment Colonel-Général
- 2e régiment de cuirassiers, ancien 2e régiment de cavalerie et Royal-Cavalerie
- 3e régiment de cuirassiers, ancien 3e régiment de cavalerie et Esclainvilliers cavalerie
- 4e régiment de cuirassiers, ancien 4e régiment de cavalerie et La Reine Cavalerie
- 5e régiment de cuirassiers, ancien 5e régiment de cavalerie et Royal Pologne
- 6e régiment de cuirassiers, ancien 6e régiment de cavalerie et Le Roi-Cavalerie
- 7e régiment de cuirassiers, ancien 7e régiment de cavalerie et Royal-Étranger
- 8e régiment de cuirassiers, ancien 8e régiment de cavalerie et Cuirassiers du Roi
- 9e régiment de cuirassiers, ancien 9e régiment de cavalerie et Artois-Cavalerie
- 10e régiment de cuirassiers, ancien 10e régiment de cavalerie et Royal-Cravates
- 11e régiment de cuirassiers, ancien 11e régiment de cavalerie et Royal-Roussillon
- 12e régiment de cuirassiers, ancien 12e régiment de cavalerie et Le Dauphin-Cavalerie

- 13e régiment de cavalerie (1791), ancien Orléans-Cavalerie
- 13e régiment de cuirassiers (1813), ancien 1er Régiment Provisoire de Grosse Cavalerie
- 14e régiment de cavalerie (1791), ancien Royal-Piémont-Cavalerie
- 14e régiment de cuirassiers (1813), ancien 2e Régiment de Cuirassiers Hollandais
- 15e régiment de cavalerie, ancien Royal-Allemand. Il déserte en 1792 et entraîne la renumérotation de tous les régiments suivants.
- 15e régiment de cavalerie (ex-16e), ancien Royal-Lorraine
- 16e régiment de cavalerie (ex-17e), ancien Royal-Bourgogne
- 17e régiment de cavalerie (ex-18e), ancien Berry-Cavalerie
- 18e régiment de cavalerie (ex-19e),  ancien Royal-Normandie
- 19e régiment de cavalerie (ex-20e), ancien Royal-Champagne
- 20e régiment de cavalerie (ex-21e), ancien Royal-Picardie
- 21e régiment de cavalerie (ex-22e), ancien Royal-Navarre
- 22e régiment de cavalerie (ex-23e), ancien Royal-Guyenne
- 23e régiment de cavalerie (ex-24e), ancien Régiment Mestre de Camp Général
- 24e régiment de cavalerie, créé en 1793
- 25e régiment de cavalerie, créé en 1793.

En 1999, quatre régiments de cuirassiers forment deux régiments de chars de combat :
- 1er-11e régiment de cuirassiers
- 6e-12e régiment de cuirassiers à Olivet près d'Orléans

### Dragons
- 1er régiment de dragons (Royal dragons)
- 2e régiment de dragons (Condé dragons)
- 4e régiment de dragons (Conti dragons)
- 5e régiment de dragons (Colonel-Général dragons)
- 6e régiment de dragons (La Reine dragons)
- 7e régiment de dragons (Dauphin dragons)
- 8e régiment de dragons (Penthièvre)
- 9e régiment de dragons (Lorraine dragons)
- 10e régiment de dragons (Mestre-de-camp Général dragons)
- 11e régiment de dragons (Angoulême dragons)
- 12e régiment de dragons (Artois dragons)
- 13e régiment de dragons (Monsieur), dragons de l’Impératrice sous le Second Empire, actuellement 13e régiment de dragons parachutistes
- 14e régiment de dragons (Chartres dragons)
- 15e régiment de dragons (Dragons de Noailles)
- 16e régiment de dragons (Orléans dragons)
- 17e régiment de dragons (Schomberg dragons)
- 18e régiment de dragons (Dragons du roi)
- 19e régiment de dragons
- 20e régiment de dragons, ancien régiment de Nancré, puis de Bursard, puis de Tessé, puis de Sennectere, puis de Belabre, puis de Plélo, puis Nicolaï, puis de Bartinat, puis d'Apchon, puis de Nicolaï d'Osnay, puis de Lanan, puis de Durfort
- 21e régiment de dragons
- 22e régiment de dragons
- 23e régiment de dragons
- 24e régiment de dragons
- 25e régiment de dragons
- 26e régiment de dragons
- 27e régiment de dragons
- 28e régiment de dragons
- 29e régiment de dragons
- 30e régiment de dragons
- 31e régiment de dragons
- 32e régiment de dragons
- 33e régiment de dragons

### Hussards
- Le 1er régiment de hussards, créé en 1720 sous l'appellation "Hussards de Bercheny", adopte sa dénomination de 1er Hussards en 1791. Il devient en 1946 le 1er régiment de hussards parachutistes (1er RHP). Seul régiment blindé de la 11e brigade parachutiste, il est à ce titre "l'échelon blindé d'urgence" de l'Armée de Terre.
- 2e régiment de hussards, anciens hussards de Chamborant, devenu à partir de 1997 le régiment de recherche profonde de la Brigade de Renseignement de l'Armée de terre.
- 3e régiment de hussards, anciens hussards d'Esterhazy, en 1764
- Le 4e régiment de hussards, anciens hussards de Conflans et Saxe-Hussards en 1789. Ayant trahi et émigré, il est rayé des contrôles de l'armée, et le no 4 est alors repris par le 5e régiment de hussards ci-devant hussards Colonel-Général
- 4e régiment de hussards, anciens hussards Colonel-général, 5e Hussards de 1791 à 1793, actuel 4e Groupe d'Escadron de Hussards.
- 5e régiment de hussards, anciens hussards de Lauzun en 1783, 6e hussards en 1791-1793
- 6e régiment de hussards, 7e hussards en 1791-1793
- 7e régiment de hussards, 8e hussards en 1791-1793
- 7e régiment bis de hussards
- 8e régiment de hussards, 9e hussards en 1791-1793
- 9e régiment de hussards, 10e hussards en 1791-1793
- 10e régiment de hussards
- 11e régiment de hussards en 1793
- 12e régiment de hussards
- 13e régiment de hussards
- 14e régiment de hussards

#### Hussardsde l'Ancien Régime
- Hussards de Bercheny (1er Hussards, créé en 1720)
- Hussards de Linden
- Hussards d'Esterhazy -1re formation
- Hussards de David
- Hussards de Turpin
- Hussards de Chamborant
- Hussards de Beausobre
- Hussards de Polleretzky
- Hussards de Ferrari
- Hussards de Raugrave
- Hussards de Nassau
- Hussards de Saxe-Conflans
- Hussards d'Esterhazy - 2e formation
- Hussards Colonel-Général
- Hussards de Lauzun

#### Hussardsde laRévolution
- Hussards de la Liberté
- Hussards défenseurs de la Liberté et de l'Égalité
- Hussards de l'Égalité
- Hussards de la Mort
- Hussards de la Montagne
- Hussards Noirs
- Hussards des Alpes
- Hussards de la Légion germanique
- Hussards de la Légion de la Moselle
- Hussards du corps des Partisans de l'Armée du Rhin
- Hussards de la Légion des Ardennes
- Hussards Braconniers
- Hussards de Hainaut
- Hussards des Éclaireurs de Fabrefond
- Hussards de la Légion des Alpes
- Hussards de Lamothe

#### Hussardsde l'Armée des émigrés
- Hussards émigrés de Bercheny (1792)
- Hussards de Salm-Kirburg
- Hussards de Saxe
- Hussards de Baschi de Cayla
- Hussards de la Légion de Damas
- Hussards d’York
- Hussards de Choiseul
- Hussards de Rohan
- Hussards de Hompesch
- Hussards de la Légion de Béon

### Lanciers 1814-1871
Après avoir fait ses preuves lors des guerres napoléoniennes, les régiments de lanciers furent tous dissout en France en 1872, l'arme fut alors redistribuée parmi les autres types de cavaliers. La lance fut présente au début de la Première Guerre mondiale.

### Légion étrangère
- 1er régiment étranger de cavalerie (Royal Étranger)
- 2e régiment étranger de cavalerie

### Spahis
- 1er Régiment de spahis

#### Spahis algériens & tunisiens
- 1er régiment de spahis algériens
- 2e régiment de spahis algériens
- 3e régiment de spahis algériens
- 4e régiment de spahis tunisiens
- 5e régiment de spahis algériens
- 5e régiment de spahis tunisiens
- 6e régiment de spahis algériens
- 7e régiment de spahis algériens
- 8e régiment de spahis algériens
- 9e régiment de spahis algériens
- 10e régiment de spahis algériens
- 11e régiment de spahis algériens
- 12e régiment de spahis tunisiens

#### Spahis marocains
- 1er régiment de spahis marocains
- 1er régiment de marche de spahis marocains
- 2e régiment de spahis marocains
- 3e régiment de spahis marocains
- 4e régiment de spahis marocains
- 5e régiment de spahis marocains
- 6e régiment de spahis marocains

#### Spahis du Sénégal
- Spahis sénégalais

### Divers
- 1er régiment de marche de cavalerie